# Myiophobus cryptoxanthus
El mosquero pechioliva (Myiophobus cryptoxanthus),  también denominado mosqueta pechioliva o mosquerito pechioliváceo (en Ecuador), mosqueta de cresta oliva o mosquerito de pecho olivo (en Perú), es una especie de ave paseriforme de la familia Tyrannidae perteneciente al género Myiophobus. Es nativo de regiones andinas del noroeste de América del Sur.

## Distribución yhábitat
Se distribuye por la base oriental de la cordillera de los Andes en el este de Ecuador (Sucumbíos hacia el sur hasta Zamora Chinchipe) y noreste de Perú (San Martín).
Esta especie es considerada de bastante común a común en sus hábitats naturales: los claros arbustivas, pastizales, bosques secundarios ralos y sus bordes en estribaciones montañosas principalmente entre los 300 y los 1600 m de altitud.

## Sistemática

### Descripción original
La especie M. cryptoxanthus fue descrita por primera vez por el zoólogo británico Philip Lutley Sclater en 1861 bajo el nombre científico Myiobius cryptoxanthus; la localidad tipo es: «Zamora, Zamora-Chinchipe, Ecuador».

### Etimología
El nombre genérico masculino «Myiophobus» se compone de las palabras del griego «μυια muia, μυιας muias» que significa ‘mosca’, y «φοβος phobos» que significa ‘terror’, ‘miedo’, ‘pánico’; y el nombre de la especie «cryptoxanthus», se compone de las palabras del griego  «kruptos» que significa ‘escondido’, ‘oculto’, y «xanthos» que significa ‘amarillo’.

### Taxonomía
Es monotípica. Ohlson et al. (2008) presentaron datos genético-moleculares demostrando que el género Myiophobus era altamente polifilético, formado por tres grupos que no son ni cercanamente parientes entre sí; la presente especie, junto a Myiophobus fasciatus, forma uno de dichos grupos.